# Bruce French
Bruce French (Reinbeck, 4 de julho de 1945 – Los Angeles, 7 de fevereiro de 2025) foi um ator americano que ganhou o prêmio de Melhor Ator em 2010 pelo Ovation Awards.

## Morte
French morreu de complicações da doença de Alzheimer em Los Angeles, em 7 de fevereiro de 2025, aos 79 anos.

## Filmografia
- Man on a Swing (1974) .... Homem do Check-Out
- Pipe Dreams (1976) .... O Duque
- Rollercoaster (1977) .... Esquadrão Antibombas #2
- Coming Home (1978) .... Dr. Lincoln
- Bloodbrothers (1978) .... Paulie
- First Family (1980) .... Guia turístico da Casa Branca
- Airplane II: The Sequel (1982) .... Officer #2
- Mr. Mom (1983) .... Douglass
- Sweetwater (1983) .... Driver
- Christine (1983) .... Mr. Smith
- Fletch (1985) .... Dr. Holmes
- Jagged Edge (1985) .... Richard Duffin
- Murphy's Romance (1985) .... Rex Boyd
- Wildcats (1986) .... Mayhew
- Legal Eagles (1986) .... Repórter
- Surrender (1987) .... Advogado dos Sonhos
- Black Eagle (1988) .... Joseph Bedelia
- Martians Go Home (1989) .... Elgins
- Caretaker (Star Trek: Voyager) (1995) .... Ocampa Doutor
- Star Trek: Insurrection (1998) .... Oficial Son'a #1
- Jurassic Park III (2001) .... Repórter de Ciência
- Sorority Boys (2002) .... Dean Blevins
- The West Wing (2002) .... Bill Stark
- Enough (2002) .... Proprietário
- Mr. Deeds (2002) .... Piloto de helicóptero
- Sexual Life (2004) .... Sacerdote
- Thank You for Smoking (2005) .... Cavalheiro #2
- Mission: Impossible III (2006) .... Ministro
- Dark and Stormy Night (2009) .... Jeens
- Beginners (2010) .... Dr. Wright
- Beautiful Boy (2010) .... Harry